# Michal Belej
Michal Belej (Jevíčko, 16 novembre 1982) è un ex calciatore ed ex giocatore di calcio a 5 ceco.

## Carriera

### Club
Già calciatore professionista con le maglie della Dyn. Č. Budějovice e soprattutto del Brno, con cui giocò 28 partite nella massima serie ceca, Belej si approcciò al calcio a 5 tardivamente. Legò buona parte della sua carriera al Tango Hodonín, giocandovi per 8 stagioni, intervallate da un prestito semestrale agli slovacchi del Senica nel 2009. Sul finire della carriera ha giocato anche nei campionati kosovaro e tedesco.

### Nazionale
Tra il 2009 e il 2017 Belej ha disputato oltre un centinaio di partite con la nazionale ceca e ha disputato una Coppa del Mondo e tre campionati europei. Il terzo posto conseguito nell'edizione 2010 rappresenta l'apice sportivo finora raggiunto dalla selezione mitteleuropea.

## Palmarès
- Campionato tedesco: 1
  - Hohenstein-Ernstthal: 2019-2020